# Корнерева (Караш-Северин)
Корнерева (рум. Cornereva) насеље је у Румунији у округу Караш-Северин у општини Корнерева. Oпштина се налази на надморској висини од 600 m.

## Прошлост
По "Румунској енциклопедији" место се први пут помиње 1518. године. Православна црква је подигнута 1835. године.
Аустријски царски ревизор Ерлер је 1774. године констатовао да место припада Оршовском округу и дистрикту. Село има милитарски статус а становништво је било претежно влашко.

## Становништво
Према подацима из 2002. године у насељу је живело 3403 становника, од којих су сви румунске националности.

### Хронологија
| Година       | 1992 | 1993 | 1994 | 1995 | 1996 | 1997 | 1998 | 1999 | 2000 | 2001 | 2002 | 2003 | 2004 | 2005 | 2006 | 2007 | 2008 | 2009 | 2010 | 2011 | 2012 | 2013 | 2014 | 2015 | 2016 | 2017 |
| ------------ | ---- | ---- | ---- | ---- | ---- | ---- | ---- | ---- | ---- | ---- | ---- | ---- | ---- | ---- | ---- | ---- | ---- | ---- | ---- | ---- | ---- | ---- | ---- | ---- | ---- | ---- |
| Становништво | 3956 | 3920 | 3860 | 3805 | 3755 | 3717 | 3660 | 3644 | 3592 | 3534 | 3455 | 3401 | 3389 | 3325 | 3268 | 3237 | 3185 | 3152 | 3122 | 3062 | 3055 | 3023 | 2982 | 2989 | 2958 | 2928 |